# Campeonato de Primera Fuerza de la FMF 1926-27
La Temporada 1926-27 fue la edición V del campeonato de liga de la Primera Fuerza del fútbol mexicano, luego de la fundación de la Federación Mexicana de Fútbol en 1922; Comenzó el 28 de noviembre y finalizó el 5 de junio. El Club América consiguió el tricampeonato, esta vez bajo la dirección técnica del británico Percy Clifford. 
Al arribar a la última jornada, el cuadro americanista no necesitaba más que un empate para coronarse por tercera vez consecutiva. El 6 de marzo de 1927 América venció 5-0 a Aurrera, sin embargo el rival se presentó incompleto; el árbitro no aceptó la inscripción de otros jugadores para completar la oncena, no obstante dicha decisión fue revocada posteriormente, jugándose nuevamente el partido. Fue la tarde del 5 de junio de 1927 cuando con dos goles de Benito Contreras en los últimos diez minutos, remontaron y vencieron 2-1 al Aurrerá en el viejo Campo de la Verónica. De esta manera el equipo se quedó en definitiva con la Copa Challenger, un trofeo que, luego de la fundación de la liga en 1922, se había acordado sería entregado a la primera escuadra que consiguiera ganar la liga en tres ocasiones consecutivas.

## Sistema de competencia
Los siete participantes disputan el campeonato bajo un sistema de liga, es decir, todos contra todos a visita recíproca; con un criterio de puntuación que otorga dos unidades por victoria, una por empate y cero por derrota. El campeón sería el club que al finalizar el torneo haya obtenido la mayor cantidad de puntos, y por ende se ubique en el primer lugar de la clasificación. 
En caso de concluir el certamen con dos equipos empatados en el primer lugar, procedería una serie a ganar dos de tres partidos entre ambos conjuntos; de terminar en empates dicho duelos, se alargarían a la disputa de dos tiempos extras de 30 minutos cada uno, y posteriormente a un nuevo encuentro hasta que se produjera un ganador.
En caso de que el empate en el primer lugar fuese entre más de dos equipos, se realizaría una ronda de partidos entre los involucrados, con los mismos criterios de puntuación, declarando campeón a quien liderada esta fase al final.
Para el resto de las posiciones que no estaban involucradas con la disputa del título, su ubicación, en caso de empate, se definía por medio del criterio de gol average o promedio de goles, y se calculaba dividiendo el número de goles anotados entre los recibidos.

## Tabla General
|    | Equipos  | PJ | G | E | P  | GF | GC | Dif. | Pts. |
| -- | -------- | -- | - | - | -- | -- | -- | ---- | ---- |
| 1. | América  | 12 | 7 | 4 | 1  | 28 | 8  | 20   | 18   |
| 2. | España   | 12 | 7 | 2 | 3  | 32 | 14 | 18   | 16   |
| 3. | Necaxa   | 12 | 7 | 2 | 3  | 25 | 8  | 17   | 16   |
| 4. | México   | 12 | 6 | 3 | 3  | 29 | 19 | 10   | 15   |
| 5. | Aurrerá  | 12 | 3 | 4 | 5  | 16 | 24 | -8   | 10   |
| 6. | Asturias | 12 | 4 | 0 | 8  | 24 | 31 | -7   | 8    |
| 7. | Germania | 12 | 0 | 1 | 11 | 5  | 55 | -50  | 1    |